# エマ・ド・パリ
エマ・ド・パリ（フランス語：Emma de Paris, 943年 - 968年3月19日）は、ノルマンディー公リシャール1世の妃。パリ伯ユーグ大公とハトヴィヒ・フォン・ザクセンの娘で、フランス王ユーグ・カペーの妹。

## 生涯
エマは幼少期に、フランス王家に対抗するため、ノルマンディー公家とロベール家の同盟の一環としてリシャール1世と婚約した。この結婚は960年に行われた。特に987年にエマの弟が国王になって以降は、この結婚はノルマンディーに有益な立場を与えた。エマはエマ・ド・ノルマンディーの母親とされることもあるが、これは年代的に不可能である。エマは子供を残さずに死去した。